# Niels-Stensen-Kliniken
Die Niels-Stensen-Kliniken GmbH ist ein christlicher Verbund von Gesundheitseinrichtungen im Raum Osnabrück/Emsland. In ihren Einrichtungen versorgen 6.686 Mitarbeiter jährlich mehr als 85.000 stationäre und 250.000 ambulante Patienten.

## Geschichte

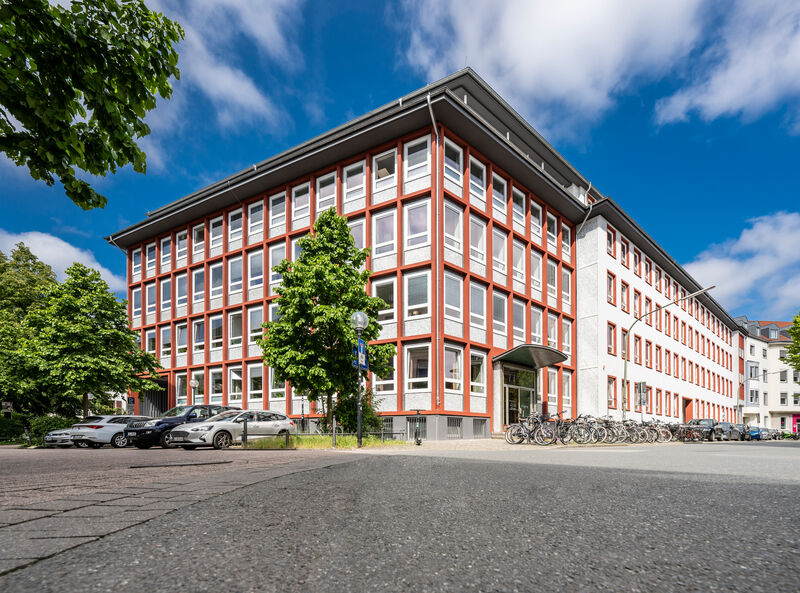
Der Hauptsitz der Niels-Stensen-Kliniken in Osnabrück

Im Jahr 2002 wurde die „Managementgesellschaft katholischer Krankenhäuser der Region Osnabrück mbH“ (MKO) gegründet. Gründungsgesellschafter waren der Bischöfliche Stuhl zu Osnabrück und die Ordensgemeinschaft der Thuiner Franziskanerinnen. Zusammengeführt wurden das Marienhospital Osnabrück, das Franziskus-Hospital Harderberg Georgsmarienhütte und das Krankenhaus St. Raphael Ostercappeln. Deren erster Geschäftsführer war von 2002 bis zu seinem Tod 2007 Klaus Hölscher.
Im Januar 2004 wurde eine gemeinsame Holding gegründet, die auch das neu errichtete Altenpflegeheim Haus St. Michael Ostercappeln einschloss. Im Herbst 2008 wurde die Privatklinik Magdalenen-Klinik, eine Fachklinik für psychische und psychosomatische Erkrankungen, gegründet.
Zum 1. Oktober 2008 wurde die „MKO“ umfirmiert und trägt seitdem den Namen „Niels-Stensen-Kliniken GmbH“. Durch den einheitlichen Namen, der Namensbestandteil aller Einrichtungen ist, wird das gemeinsame Engagement im Gesundheitssektor betont. Zugleich wird mit dem neuen Namen auch die Philosophie des Trägerverbundes deutlicher transportiert.
Das Logo der Niels-Stensen-Kliniken greift Elemente aus dem Leben des seligen Niels Stensen sowie des heiligen Franz von Assisi auf, der der Patron der Thuiner Franziskanerinnen ist. Für den Glauben an Christus als Wurzel karitativen Handelns und das mitfühlende Herz, das die konsequente Hinwendung zum Mitmenschen beinhaltet, stehen Kreuz und Herz im Logo.
Am 1. Januar 2009 trat das Christliche Klinikum Melle dem Verbund bei und der bisherige Träger dieses Hauses, die Christliche Gesundheits- und Pflegezentrum Melle GmbH, wurde Mitgesellschafter der Niels-Stensen-Kliniken GmbH. Zum 1. Januar 2010 traten das Marienhospital Ankum-Bersenbrück und das Niels Stensen Pflegezentrum in Ankum in den Verbund; deren bisherige Trägerin, die katholische Kirchengemeinde St. Nikolaus Ankum, wurde weitere Gesellschafterin der Niels-Stensen-Kliniken GmbH. Am 1. Mai 2010 wurde die Niels-Stensen-Kliniken GmbH Hauptgesellschafterin der Träger-GmbH des Bramscher Krankenhauses, das bis dahin von der Johanniter GmbH, Berlin, getragen wurde. Das Haus wechselte mit dem Träger auch den Namen und wurde in Niels-Stensen-Kliniken Bramsche umbenannt.
Zum 1. Januar 2018 schlossen sich auch das St.-Vinzenz-Hospital Haselünne, das Elisabeth-Krankenhaus Thuine, das Hospiz St. Veronika und die Fachpflegeeinrichtung St. Katharina Thuine dem Verbund an.
Bereits 2007 wurden die Krankenpflegeschulen der Krankenhäuser als Bildungszentrum St. Hildegard zusammengeführt. Dieses wechselte 2019 den Träger und wurde zum Niels Stensen Bildungszentrum. Es ist inzwischen das größte Zentrum für Aus-, Fort- und Weiterbildung für Gesundheitsberufe in Niedersachsen. Im November 2019 erwarb die Niels-Stensen-Kliniken GmbH außerdem die Paracelsusklinik Osnabrück von der Paracelsus-Klinikengruppe. Seit Juli 2020 firmiert der Klinikstandort als Marienhospital Osnabrück – Standort Natruper Holz.
Mit Wirkung vom 1. Januar 2022 wurde der Firmensitz der Niels-Stensen-Kliniken GmbH von der Alte Rothenfelder Str. in Georgsmarienhütte in die Detmarstraße in Osnabrück verlegt. Nachdem regionale Gesundheitszentren im niedersächsischen Krankenhausgesetz verankert wurden, eröffnete die Niels-Stensen-Kliniken GmbH im April 2023 in Ankum das erste Regionale Gesundheitszentrum Niedersachsens.
Das Bistum Osnabrück konnte die Zahlungsunfähigkeit der Niels-Stensen-Kliniken für 2024 abwenden. Die Niels-Stensen-Kliniken haben im Juni 2024 die Medizinstrategie 2028 kommuniziert. Ziel dieser Strategie ist es, medizinische Leistungen und Personal gezielt zu bündeln. Damit begegnen die Niels-Stensen-Kliniken dem Fachkräftemangel, den finanziellen Herausforderungen, dem Krankenhausversorgungsverbesserungsgesetz sowie dem steigenden Trend zur Ambulantisierung medizinischer Leistungen.
Die Privatklinik Magdalenen-Klinik am Standort Harderberg hat im Dezember 2024 ihren Betrieb eingestellt. Zum Februar 2025 hat das Niels Stensen Pflegezentrum Ankum den Träger gewechselt. Der Krankenhausbetrieb der Niels-Stensen-Kliniken Elisabeth-Krankenhause Thuine GmbH wurde nach einer nicht erfolgreichen Sanierungsphase im Februar 2025 geschlossen.

## Namenspatron Niels Stensen
Niels Stensen lebte von 1638 bis 1686. Der tiefreligiöse Däne studierte zunächst Medizin und erwarb sich wissenschaftlichen Ruhm als Anatom und Geologe, indem er 1663 u. a. nachwies, dass das Herz ein Muskel ist. Er wandte sich während eines langen Italienaufenthaltes der katholischen Kirche zu, konvertierte 1667 zum Katholizismus und wurde erst zum Priester, dann zum Bischof geweiht. Als Apostolischer Vikar in den nordischen Missionen war er kurze Zeit auch für die Region Osnabrück zuständig.

## Struktur
Geschäftsführer der Niels-Stensen-Kliniken GmbH Osnabrück sind Christina Jaax, Oliver Pommerenke und Bernd Runde. Vorsitzender des Aufsichtsrates ist Weihbischof Johannes Wübbe. Im Jahr 2021 erwirtschaftete die Unternehmensgruppe einen Umsatz von 495,5 Mio. Euro, beschäftigte insgesamt 6.686 Mitarbeiter und hatte insgesamt 1.678 Planbetten.
Gesellschafter der Niels-Stensen-Kliniken GmbH sind der Bischöfliche Stuhl zu Osnabrück (79 %), der St. Georgsstift e. V. Thuine (14,6 %), die Kath. Kirchengemeinde St. Matthäus Melle (3,9 %) und die Kath. Kirchengemeinde St. Nikolaus Ankum (2,5 %).
Im Jahr 2024 war die Niels-Stensen-Kliniken GmbH der größte Arbeitgeber im Bezirk Osnabrück-Emsland-Grafschaft Bentheim.

### Einrichtungen
Die Niels-Stensen-Kliniken GmbH ist als Trägerin von fünf somatischen Krankenhäusern, zwei Fachkliniken für Psychiatrie, Psychosomatik und Innere Medizin, vier Pflegeeinrichtungen, einem stationären Hospiz, zehn Medizinischen Versorgungszentren, einem Bildungszentrum und einer Dienstleistungsgesellschaft tätig.

#### Krankenhäuser
- Niels-Stensen-Kliniken Christliches Klinikum Melle
- Niels-Stensen-Kliniken Krankenhaus St. Raphael Ostercappeln (bis 31.07.2025, ab 04.08.2025 Abteilung werden zum Franziskus-Hospital Harderberg (Pneumologie, Rekonstruktive Chirurgie, Thoraxchirurgie und thorakale Endoskopie) und zum Christlichen Klinikum Melle (Innere Medizin, Allgemein-, Viszeral- und Unfallchirurgie, Palliativmedizin) verlegt)
- Niels-Stensen-Kliniken Franziskus-Hospital Harderberg (Georgsmarienhütte)
- Niels-Stensen-Kliniken Marienhospital Ankum-Bersenbrück
- Niels-Stensen-Kliniken Marienhospital Osnabrück
- Niels-Stensen-Kliniken Bramsche
- Niels-Stensen-Kliniken St.-Vinzenz-Hospital Haselünne[11][28][29]

#### Pflegeeinrichtungen
- Altenpflegeheim Haus St. Michael Ostercappeln
- Fachpflegeeinrichtung St. Katharina Thuine
- Niels Stensen Kurzzeitpflege Ankum
- Niels Stensen Kurzzeitpflege Osnabrück

#### Hospize
- Hospiz St. Veronika Thuine

#### Bildungszentrum
- Niels Stensen Bildungszentrum (Osnabrück und Fürstenau)

### Zusammenarbeit in medizinischen Zentren
Die Niels-Stensen-Kliniken verfügen neben den Zentren, in denen Ärzte derselben Fachrichtung hausübergreifend kooperieren, auch über Zentren in den einzelnen Häusern, in denen Ärzte der unterschiedlichen Fachrichtungen zusammenarbeiten:
- Adipositaszentrum am Krankenhaus St. Raphael Ostercappeln (ab 04.08.2025 am Christliches Klinikum Melle)
- Brustzentrum des Franziskus-Hospitals Harderberg
- Viszeralonkologisches Zentrum/Darm- und Pankreaskrebszentrum am Marienhospital Osnabrück
- Darmkrebszentrum am Franziskus-Hospital Harderberg
- EndoProthetikZentrum am Franziskus-Hospital Harderberg
- Gefäßzentrum am Marienhospital Osnabrück
- Hernienchirurgie am Krankenhaus St. Raphael Ostercappeln (ab 04.08.2025 Christliches Klinikum Melle)
- Kontinenzzentrum am Franziskus-Hospital Harderberg
- Kontinenzzentrum des Marienhospitals Osnabrück
- Kopfzentrum des Marienhospitals Osnabrück
- Lungenzentrum des Krankenhauses St. Raphael Ostercappeln (ab 04.08.2025 Franziskus-Hospital Harderberg)
- Lungenkrebszentrum Osnabrück am Krankenhaus St. Raphael Ostercappeln[30] (ab 04.08.2025 Franziskus-Hospital Harderberg)